# استندیش (مینیاپولیس)
استندیش (به انگلیسی: Standish) یک منطقهٔ مسکونی در ایالات متحده آمریکا است که در مینیاپولیس واقع شده‌است. استندیش ۶٬۵۲۷ نفر جمعیت دارد.